# Cherry Hill Mall
Cherry Hill Mall és una concentració de població designada pel cens dels Estats Units a l'estat de Nova Jersey. Segons el cens del 2000 tenia 13.238 habitants.

## Demografia
Segons el cens del 2000, Cherry Hill Mall tenia 13.238 habitants, 5.062 habitatges, i 3.649 famílies. La densitat de població era de 1.381,4 habitants/km².
Dels 5.062 habitatges en un 29,6% hi vivien nens de menys de 18 anys, en un 59,3% hi vivien parelles casades, en un 9,6% dones solteres, i en un 27,9% no eren unitats familiars. En el 24% dels habitatges hi vivien persones soles el 12,5% de les quals corresponia a persones de 65 anys o més que vivien soles. El nombre mitjà de persones vivint en cada habitatge era de 2,56 i el nombre mitjà de persones que vivien en cada família era de 3,05.
Per edats la població es repartia de la següent manera: un 22,5% tenia menys de 18 anys, un 5,5% entre 18 i 24, un 26,1% entre 25 i 44, un 25,4% de 45 a 60 i un 20,5% 65 anys o més.
L'edat mediana era de 42 anys. Per cada 100 dones de 18 o més anys hi havia 85,6 homes.
La renda mediana per habitatge era de 61.620 $ i la renda mediana per família de 69.441 $. Els homes tenien una renda mediana de 51.118 $ mentre que les dones 34.355 $. La renda per capita de la població era de 28.892 $. Aproximadament el 3,6% de les famílies i el 4,8% de la població estaven per davall del llindar de pobresa.

## Poblacions més properes
El següent diagrama mostra les poblacions més properes.